# إنغريد برينارد
إنغريد برينارد (بالإنجليزية: Ingrid Brainard)‏ هي عالمة موسيقى أمريكية، ولدت في 10 نوفمبر 1925، وتوفيت في 18 فبراير 2000.